# دوکستا
دوکستا (به سوئدی: Docksta) یک منطقه مسکونی است که در بخش کرامفوش شهرستان وسترنورلاند در کشور سوئد واقع شده است. جمعیت دوکستا در پایان سال ۲۰۱۰ بالغ بر ۳۷۸ نفر بوده است.